# Heteropogon lugubris
Heteropogon lugubris là một loài ruồi trong họ Asilidae. Heteropogon lugubris được Hermann miêu tả năm 1906. Loài này phân bố ở vùng Cổ Bắc giới.